# Christian Gitsham
Christian Gitsham, nome con cui è più noto Christopher William Gitsham (Pietermaritzburg, 15 ottobre 1888 – 16 giugno 1956), è stato un maratoneta sudafricano.
Partecipò ai Giochi olimpici di Stoccolma 1912 aggiudicandosi la medaglia d'argento nella sua specialità alle spalle del connazionale Ken McArthur. Prese parte anche ai Giochi olimpici di Anversa 1920, sempre nella maratona, ma non concluse la gara.

## Palmarès
| Anno | Manifestazione  | Sede      | Evento   | Risultato | Prestazione | Note |
| ---- | --------------- | --------- | -------- | --------- | ----------- | ---- |
| 1912 | Giochi olimpici | Stoccolma | Maratona | Argento   | 2h37'52"0   |      |
| 1920 | Giochi olimpici | Anversa   | Maratona | dnf       | dnf         |      |